# Navis Explorer (schip, 2000)
De Navis Explorer is een boorschip dat in 2000 is gebouwd door Samsung Heavy Industries voor Navis en Reading & Bates Falcon. Het ontwerp van de romp werd gemaakt door LMG Marin, terwijl Hitec de inrichting ontwierp. Het is geschikt voor waterdieptes tot 10.000 voet (3050 m). Het is uitgerust met een dubbele boortoren en heeft een dynamisch positioneringssysteem. Het heeft een opslagcapaciteit van 80.000 vaten olie wat het in staat stelt om uitvoerige puttesten uit te voeren.
Hitec en LMG Marin begonnen in 1995 aan het ontwerp, dat aanvankelijk aan werd geduid als Drillship 2000, later als Sea Prince. Het heeft drie moonpools, wat het dompen moet reduceren. Door de middelste wordt geboord, terwijl de andere twee gebruikt worden door de ROV's.
In 2001 deed HitecVision Navis over aan Fred Olsen Energy en werd het samengevoegd met Dolphin Drilling, waarna de naam van het schip Belford Dolphin werd.